# 厉莉
厉莉（1978年8月—），中华人民共和国四川内江人，女性，汉族，法官，北京市房山区人民法院民二庭庭长，中国共产党党员，第十三届全国人民代表大会北京地区代表。

## 生平
2018年2月24日，当选为第十三届全国人大代表。